# Barxudarlı
Barxudarlı ist ein Ort in Aserbaidschan. Das Dorf ist vollständig von armenischem Territorium umschlossen, und bildet damit zusammen mit dem Ort Sofulu eine aserbaidschanische Exklave. Es ist weniger als einen Kilometer vom aserbaidschanischen Mutterland entfernt. De jure ist Barxudarlı ein Teil des Rayon Qazax. Jedoch ist der Ort de facto seit dem Bergkarabachkrieg 1992 von Armenien besetzt und wird von der Provinz Tawusch verwaltet. Bei der armenischen Okkupation wurde die aserbaidschanische Bevölkerung von der armenischen Armee vertrieben; der Ort existiert faktisch nicht mehr.